# Storsjön
Storsjön (lit. « le Grand Lac ») est le cinquième lac de Suède par son étendue, avec une superficie de 464 km2 et une profondeur de 74 m. 

## Géographie
Il est situé dans la province de Jämtland. Sur sa rive se trouve la ville de Östersund et en son centre l'île de Frösön.
Tout comme dans le Loch Ness, un monstre est supposé vivre dans le lac : le monstre de Storsjön (en suédois « Storsjöodjuret »).

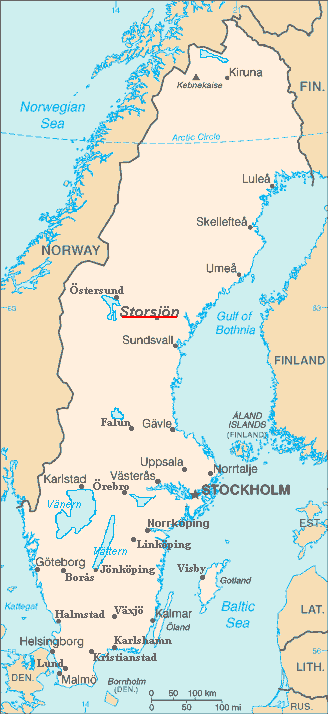